# Halvar Moritz
Halvar Moritz (* 21. Juni 1906; † 21. November 1993) war ein schwedischer Skilangläufer.
Moritz, der für den Lycksele IF startete, wurde im Jahr 1934 schwedischer Meister über 30 km. Im folgenden Jahr holte er bei den Nordischen Skiweltmeisterschaften in Vysoké Tatry die Bronzemedaille mit der Staffel.